# Вурманкаси (Лапсарське сільське поселення)
Вурманка́си (рос. Вурманкасы, чув. Вăрманкас) — присілок у складі Чебоксарського району Чувашії, Росія. Входить до складу Лапсарського сільського поселення.
Населення — 827 осіб (2010; 854 у 2002).
Національний склад:
- чуваші — 91 %

Стара назва — Вурман-Каси.